# ایزدانگاری

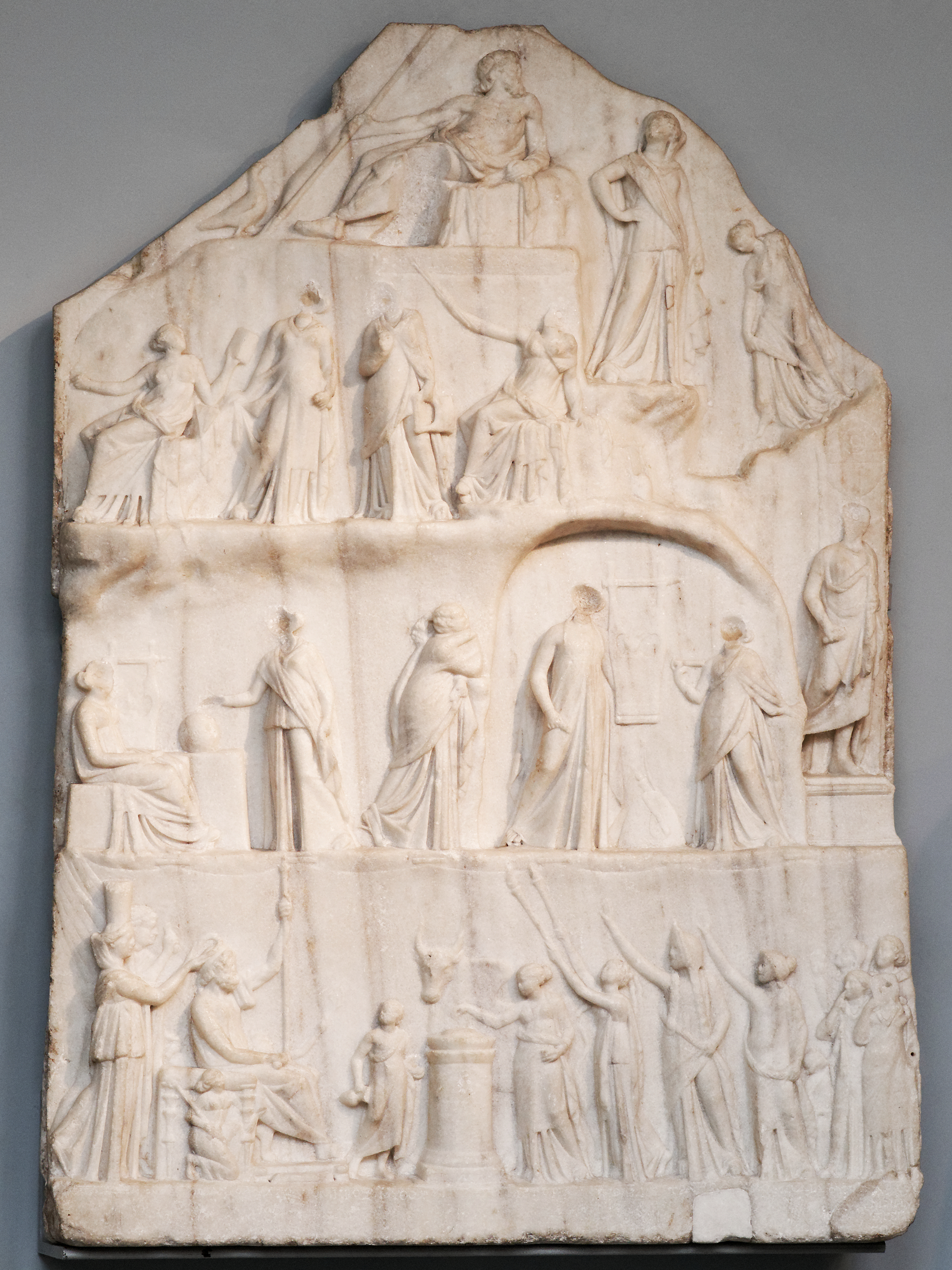
ایزدشوندگی هومر، اثر آرخلائوس پرینی. سنگ مرمر، احتمالاً تراشیده در سده سوم پیش از میلاد. امروزه در موزه بریتانیا.

ایزدانگاری به پدیده خدا انگاشتن یک انسان یا چیز دیگر اطلاق می‌شود.
برای نمونه در میان شاخه‌های شیعه گروهی وجود دارد که علی را تا حد خدایی بالا می‌برند و به آن‌ها غُلات یا علی‌اللهی گفته می‌شود. مصریان باستان نیز برخی از فرعون‌ها را در حد خدا یا فرزند خدا می‌دیدند.
بسته به کاربرد در متن، ایزدانگاری مترادف‌های دیگری نیز دارد ازجمله: ایزدپنداری، خدا دانستن، خداگونه‌بینی، ایزدگون‌بینی و غیره. در برخی موارد برای کاربردهای نزدیک به معنی یادشده واژه‌های خدایی‌شدن، ایزدشوندگی، ایزدگون‌سازی، خدای‌گونه کردن و به حد اعلی رساندن هم به کار رفته است.
برای نمونه، ایزدشوندگی هومر یکی از صحنه‌های رایج در هنر نوکلاسیک است که در آن صحنه رسیدن شاعر یونانی، هومر، به سطحی خدایی برنگاشته شده‌است، از ایزدانگاشتگی آنتینوس توسط امپراتور آدریانو نیز می توان نام برد.